# 狐射姑
狐 射姑（こ やこ、生没年不詳）は、中国春秋時代の晋の政治家。字は季。狐偃の子。賈季と呼ばれる。賈姓の始祖の一人。
襄公の死後、趙盾との政争に敗れて狄に亡命した。